# Columbusdagen
Columbusdagen firas i USA till minne av Christofer Columbus landstigning i San Salvador den 12 oktober 1492. Liknade högtider firas i andra delar av Amerika eller den spanskspråkiga världen. På Bahamas firas Discovery Day, och på många andra ställen i Latinamerika firas Día de la Raza. Dagen är även Spaniens nationaldag.